# Czarownice (Świat Dysku)
Czarownice – grupa bohaterek cyklu Świat Dysku, wzorowanych głównie na wiedźmach obecnych w brytyjskim folklorze i religii Wicca.
Dyskowymi czarownicami zostają kobiety obdarzone wyjątkowymi zdolnościami magicznymi, wynikającymi z wrodzonych predyspozycji, a nie ze studiów na Niewidocznym Uniwersytecie (to domena magów, którzy z zasady są wyłącznie płci męskiej). Samej magii używają jednak bardzo rzadko – uważają, że sztuką jest wiedzieć, kiedy jej nie używać – polegając głównie na zdrowym rozsądku, ciężkiej pracy i technikach psychologicznych. Z reguły cieszą się szacunkiem w lokalnych społecznościach. Za swą pracę nie żądają zapłaty, ale i tak wszyscy wiedzą, że wiedźmom należy się odwdzięczać.
Charakterystyczną cechą ich ubioru jest szpiczasty kapelusz. Bardziej konserwatywne czarownice noszą praktyczne, czarne suknie i solidne buty. Młodsze często wkładają bardziej wymyślne stroje i okultystyczną biżuterię. Zamieszkują najczęściej chatki położone w ustronnych miejscach.

## Powieści o czarownicach
Czarownice są głównymi bohaterkami dwóch podcykli w obrębie Świata Dysku.
Cykl o Czarownicach z Lancre
- Równoumagicznienie
- Trzy wiedźmy
- Wyprawa czarownic
- Panowie i damy
- Maskarada
- Rybki małe ze wszystkich mórz (opowiadanie)
- Carpe Jugulum

Cykl o Tiffany Obolałej (Akwili Dokuczliwej)
- Wolni Ciut Ludzie
- Kapelusz pełen nieba
- Zimistrz
- W północ się odzieję
- Pasterska korona

## Czarownice z Lancre
Grupa czarownic, działająca głównie na terenie Ramtopów, ale pojawiająca się również w odleglejszych miastach (Genoa, Ankh-Morpork). Kowen z Lancre zawsze składa się z trzech czarownic zgodnie z mitem Wielkiej Bogini: dziewicy, matki i... tej trzeciej. Farah Mendelsohn w swojej interpretacji postaci czarownic w Świecie Dysku obok mitologicznej trójki Dziewica-Matka-Starucha wprowadza także, na podstawie swojej analizy zagadnień etycznych w twórczości Pratchetta, trójkę etyczną miły-sprawiedliwy-dobry. Podczas gdy Babcia Weatherwax niewątpliwie reprezentuje „sprawiedliwe”, a Magrat „miłe”, reprezentowanie „dobrego” przez Nianię Ogg jest jednak mniej oczywiste. Etyczność Niani osadzona jest w pierwotnych, prastarych kultach płodności Świata Dysku, starszych niż systemy etyczne jej koleżanek, a jej najbardziej charakterystyczne cechy to elastyczne podejście do prawdy oraz – o ile tylko nie stoją one na przeszkodzie realizacji jej zamierzeń – szeroka tolerancja dla wszelkich ludzkich słabości.

### Babcia Weatherwax
Esmeralda Weatherwax, zwana Babcią Weatherwax – najpotężniejsza czarownica od czasów Czarnej Alis, przywódczyni czarownic z Lancre. W odniesieniu do mitu Wielkiej Bogini Babcia Weatherwax jest tą ostatnią jej postacią, po Dziewicy (Magrat) i Matce (Niani Ogg). Postać pojawia się po raz pierwszy w powieści Równoumagicznienie.

### Niania Ogg
Gytha Ogg, powszechnie zwana Nianią Ogg – głowa wielkiego i starożytnego rodu Oggów. W odniesieniu do mitu Wielkiej Bogini pełni rolę Matki, przy czym w Carpe jugulum macierzyństwo Magrat powoduje pewne zachwianie spójności alegorii czarownic jako trzech okresów życia kobiety.
Postać ta pojawia się po raz pierwszy w powieści Trzy wiedźmy (1988).

### Magrat Garlick
Magrat Garlick – królowa Lancre. Początkowo młoda i niezbyt pewna siebie, zdominowana przez silne osobowości Babci Weatherwax i Niani Ogg, wykazywała duży zapał, choć jej zainteresowania, zamiast podążać utartą ścieżką tradycji, często kierowały się ku bardziej egzotycznym kierunkom. Chętnie ulegała modnym nowinkom – mieszkańcy Zwariowanego Gronostaja, wioski, nad którą sprawuje opiekę, musieli przywyknąć do masażu uszu i homeopatycznych wywarów z kwiatów (remedia czarownic zwykle działają niezależnie od ich formy). Nie nosiła tradycyjnego szpiczastego kapelusza, stosując w zamian mnóstwo srebrnej biżuterii z mistycznymi symbolami.
Magrat, choć z jednej strony zabiega o akceptację starszych czarownic, z drugiej często się buntuje przeciw ich metodom postępowania, uważając, że jej zdanie i osoba także powinny być brane pod uwagę w planach działania. Nieśmiała i często wręcz lekceważona, w przełomowych chwilach zdobywa się na czyny, do których na pozór wydaje się niezdolna, potrafiąc rzucić wyzwanie najpotężniejszym wrogom. Decydujący cios na ogół należy do Babci Weatherwax, ale to odwaga Magrat pozwala na jego zadanie.
W symbolice Wielkiej Bogini Magrat jest Dziewicą – nawet wtedy, gdy wychodzi za mąż za Verence’a, króla Lancre. Dopiero gdy na świecie, w powieści Carpe Jugulum, pojawia się oczywisty dowód utraty przez nią tego statusu (narodziła się jej córka, ochrzczona imieniem Esmeralda Margaret Uwaga Pisownia z Lancre), zaczyna się przesuwać w kierunku Matki, reprezentowanej dotychczas przez Nianię Ogg.
Nazwa postaci została użyta do epitetu gatunkowego wymarłego gatunku wczesnokredowego miłorzęba z Wielkiej Brytanii: Ginkgoites garlickianus.

### Agnes Nitt
Agnes Nitt alias Perdita X. Dream – archetyp dziewicy (zajmuje miejsce Magrat po jej ślubie z królem). Obdarzona wielkim talentem wokalnym: ma wielką skalę głosu (od infradźwięków do ultradźwięków), potrafi śpiewać w trójgłosie sama ze sobą oraz emitować głos tak, aby dochodził z różnych miejsc. Ma też podwójną osobowość. Jako Agnes Nitt jest „dobrze zbudowana”, rumiana, uprzejma i nieśmiała (oraz ma niezłe włosy). Dla przeciwwagi wymyśliła swe alter ego, czyli Perditę X. Dream: szczupłą, bladą, zbuntowaną, romantyczną w nieco gotyckim stylu.
Po raz pierwszy pojawia się w Panach i damach jako jedna z dziewcząt, które wskutek nieumiejętnej zabawy w czarownice uwalniają Królową Elfów. Jedną z głównych ról odgrywa w Maskaradzie. Ma wówczas 17 lat i wyjeżdża z rodzinnego Lancre, by zrobić karierę w operze w Ankh-Morpork i uciec przed czarownicami, które chcą, by zastąpiła w ich kowenie Magrat. W Carpe jugulum skutecznie stawia czoła wampirom. Przed ich hipnotyzującym wpływem chroni ją podwójna osobowość. Budzi w ten sposób zainteresowanie jednego z nich, Vlada, ale nie odwzajemnia jego uczuć.

### Eskarina Kowal
Eskarina Kowal zwana Esk (w oryg. Eskarina Smith) – główna bohaterka powieści Równoumagicznienie, pojawiła się ponadto jako postać drugoplanowa w W północ się odzieję. Podczas narodzin Eskariny w jej domu pojawił się mag, który spodziewając się swojej rychłej śmierci pragnął przekazać swoją moc oraz laskę maga, ósmemu synowi ósmego syna, który zgodnie z tradycją miał prawo zostać obdarzony magiczną mocą. Okazało się jednak, że ósmemu synowi narodził się nie syn, ale córka – Esk. Esk wyrusza na Niewidoczny Uniwersytet i ostatecznie kończy go jako jeden z najbardziej potężnych magów, ze zdolnością kroczenia przez czas i wydawania mu poleceń. Eskarina w pewnym sensie jest bardziej magiem-kobietą niż typową czarownicą, ale - jak sama stwierdza - nigdy nie czuła się naprawdę "magiem", a najważniejszą wiedzą jaką wyniosła ze studiów jest to, żeby wiedzieć kim się jest i ignorować ustalone opinie na temat kategorii "magów", "czarownic" itp.

## Cykl o Tiffany

### Tiffany Obolała
Tiffany Obolała, Akwila Dokuczliwa (ang. Tiffany Aching) – czarownica z krainy zwanej Kredą. Mimo młodego wieku wykazuje wielki talent. Jest blisko związana z Nac Mac Feegle’ami. Począwszy od Zimistrza zostaje objęta opieką przez czarownice z Lancre.

### Pozostałe czarownice
- Babcia Obolała / Babcia Dokuczliwa – poprzedniczka Tiffany, doskonale znająca się na owcach, mająca duży wpływ na lokalną społeczność i utrzymująca bliskie kontakty z Nac Mac Feeglami, podejrzewana przez wnuczkę o bycie czarownicą.
- Panna Perspikacja Tyk / Roztropna Tyk – wędrowna czarownica, która zajmuje się „łowieniem talentów” i jako pierwsza zajmuje się edukacją Tiffany.
- Panna Libella – czarownica o podwójnym ciele, do której Tiffany udaje się na praktyki w powieści Kapelusz pełen nieba.
- Panna Eumenidezja Spisek – czarownica, u której Tiffany praktykuje w powieści Zimistrz.
- Petulia Chrząstka, Annagramma Jastrzębia – koleżanki Tiffany.

## Inne czarownice Świata Dysku
- Czarna Alis – dyskowa wersja Baby Jagi. Niegdyś najpotężniejsza czarownica Świata Dysku. Poświęciła się magii do tego stopnia, że w jej głowie nie było już miejsca na nic innego i zaczęła używać jej do złych celów. Znana była m.in. ze skóry odpornej na uderzenia miecza, porywania dzieci i zamieniania ludzi w żaby a jej chatka była zbudowana z piernika. Zginęła upieczona we własnym piekarniku przez dwójkę bachorów.
- Lily Weatherwax (znana też jako lady Lilith de Tempscire) – rodzona siostra Babci Weatherwax, która jest jedną z głównych bohaterek Wyprawy czarownic. Jako wróżka chrzestna zeszła na złą drogę i przejęła władzę w Genoi, głównie dzięki sile opowieści i używaniu luster.
- Dezyderata Hollow – wróżka chrzestna z Ramtopów będąca w opozycji do Lily Weatherwax, umiera na początku Wyprawy czarownic; jest niewidoma, ale rekompensuje to sobie bardzo precyzyjnym przewidywaniem przyszłości (także tej bardzo bliskiej)
- Matula Dismass – należąca do tego samego kowenu co Dezyderata; doskonale widzi przeszłość i przyszłość, ale jest ślepa na teraźniejszość
- Babunia Brevis – kolejna członkini kowenu Dezyderaty
- Erzulie Gogol – kobieta voodoo z Genoi, pomagająca Dezyderacie Hollow
- Ammelina Hamstring – czarownica, która jest pierwszą „klientką” Morta

## Metody działania
Na co dzień czarownice zajmują się przede wszystkim:
- ziołolecznictwem
- położnictwem
- opieką nad ludźmi chorymi i w podeszłym wieku
- weterynarią
- walką z nadnaturalnymi zagrożeniami dla społeczności (potwory z innych wymiarów, wampiry etc.)

Do ich umiejętności należą:
- głowologia – dyskowa odmiana psychologii połączona ze stosowaniem placebo
- pożyczanie – przejmowanie kontroli nad umysłem zwierząt (umiejętność tę posiadają Babcia Weatherwax, Esk i Tiffany Obolała)
- latanie na miotle
- widzenie rzeczy takimi, jakie są naprawdę (co skutkuje na przykład dostrzeganiem Śmierci)

## Wpływ na kulturę Dysku
- Noc Strzeżenia Wiedźm – dyskowy odpowiednik Sylwestra z wieloma obyczajami nawiązującymi do Bożego Narodzenia.
- Próby Czarownic – doroczny jarmark połączony z prezentacjami sztuczek i magii.